# Асцо
Асцо (устар. Азца) — озеро в Псковской области России. Располагается на юге Пригородной волости Новосокольнического района. По южному берегу озера проходит граница с Ивановской волостью Невельского района.
Площадь — 3,4 км² (338,1 га, с островами — 3,4 км² или 338,9 га). Максимальная глубина — 16 м, средняя глубина — 8 м. Площадь водосборного бассейна — 36,3 км². Уровень уреза воды находится на высоте 170 м над уровнем моря.
На берегу озера расположены деревни: Отрадное, Толкачево, Чупрово.
Проточное. Относится к бассейну реки Устьинская, притока реки Изочи, которые, в свою очередь, относятся к бассейну реки Балаздынь (приток реки Ловать).
Тип озера лещово-уклейный с судаком и ряпушкой. Массовые виды рыб: лещ, щука, ряпушка, судак, плотва, уклея, окунь, густера, ерш, красноперка, караси золотой и серебряный, линь, налим, язь, пескарь, бычок-подкаменщик, вьюн, щиповка; широкопалый рак (единично).
Для озера характерны: в литораль — песок, камни, глина, заиленный песок, в центре — ил, камни, заиленный песок; имеются песчано-каменистые отмели, береговые и донные ключи, в прибрежье — луга, поля, огороды, леса.